# ATV Johannes Kepler
ATV Johannes Kepler (inne nazwy Automatyczny Statek Transportowy nr 2 lub ATV-2) – druga misja Automatycznego Statku Transportowego (ATV), wykonana przez Europejską Agencję Kosmiczną w celu zaopatrzenia Międzynarodowej Stacji Kosmicznej. Wykorzystany podczas niej statek zaopatrzeniowy został nazwany „Johannes Kepler” na cześć niemieckiego matematyka, astronoma i astrologa oraz odkrywcy prawa ruchu planet. 

## Przebieg misji
Rozpoczęcie misji miało nastąpić 15 lutego 2011 roku, jednak procedura startowa została wstrzymana cztery minuty przed odpaleniem silników, gdyż pojawiły się błędne odczyty z jednego ze zbiorników z paliwem rakiety Ariane 5.
Start misji nastąpił ostatecznie 16 lutego 2011 roku o 21:51:02 czasu UTC. Operowana przez prywatne przedsiębiorstwo Arianespace rakieta nośna Ariane 5 ES wystartowała ze statkiem ATV-2 ze stanowiska startowego ELA-3 Gujańskiego Centrum Kosmicznego. ATV Johannes Kepler wykonał automatyczny manewr dokowania do modułu Zwiezda Międzynarodowej Stacji Kosmicznej 24 lutego 2011 o 15:59 UTC.
Będąc zacumowanym do ISS, statek ATV-2 posłużył do korekty orbity stacji. Manewry takie wykonano:
- 18 marca 2011 o 06:00 UTC – silniki pracowały przez 882,5 sekundy, zwiększono prędkość stacji o 2,16 m/s i podniesiono orbitę o 3,7 km;
- 2 kwietnia 2011 o 02:36 UTC – manewr DAM w celu uniknięcia bliskiego przelotu pozostałości po satelicie Kosmos 2251, wspólna praca silników ATV, Progressa M-09M i modułu Zwiezda, zwiększono prędkość stacji o 0,5 m/s i podniesiono orbitę o 0,8 km;
- 5 maja 2011 o 11:20 UTC – silniki pracowały przez 239 sekund, zwiększono prędkość stacji o 0,6 m/s i podniesiono orbitę o 1 km;
- 2 czerwca 2011 o 22:30 UTC – silniki pracowały przez 897 sekund, zwiększono prędkość stacji o 2,2 m/s i podniesiono orbitę o 3,74 km;
- 12 czerwca 2011 o 14:15 UTC – silniki pracowały przez 36 minut i 6 sekund, zwiększono prędkość stacji o 5,2 m/s i podniesiono orbitę o 9,2 km;
- 12 czerwca 2011 o 18:20 UTC – silniki pracowały przez 40 minut i 12 sekund, zwiększono prędkość stacji o 5,8 m/s i podniesiono orbitę o 10,1 km;
- 15 czerwca 2011 o 15:55 UTC – silniki pracowały przez 39 minut i 40 sekund, zwiększono prędkość stacji o 5,75 m/s i podniesiono orbitę o 10,2 km;
- 16 czerwca 2011 o 16:21 UTC – silniki pracowały przez 27 minut i 1 sekundę, zwiększono prędkość stacji o 3,93 m/s i podniesiono orbitę o 6,8 km.

Manewry podniesienia orbity ISS wykonane przez statek ATV Johannes Kepler pozwoliły umieścić stację na jej docelowej orbicie, czyli ok. 400 km nad Ziemią. Przyniosło to znaczące oszczędności, gdyż umożliwiło zredukować zużycie paliwa potrzebnego do korekty orbity ISS w przyszłości aż o połowę. Mimo tego, że stacja znajduje się ok. 250-300 km nad umowną granicą kosmosu, to ciągle jest spowalniana przez szczątkową atmosferę, a w efekcie obniża się również jej orbita. Wyniesienie ISS na docelową wysokość spowodowało, że jest ona w mniejszym stopniu spowalniana przez szczątkową atmosferę, a tym samym nie ma konieczności dokonywania tak częstych korekt orbity jak dotychczas.
Statek ATV-2 pozostał zadokowany do ISS przez prawie 116 dni. 20 czerwca 2011 roku o 14:46:33 UTC odłączył się od stacji i zaczął się od niej oddalać. Kolejnego dnia o 17:07:59 UTC i o 20:04:32 UTC wykonano dwa manewry deorbitacyjne w wyniku czego statek zaczął spalać się w atmosferze, a jego niespalone szczątki spadły do Oceanu Spokojnego o 20:48 UTC.

## Ładunek
Statek ATV Johannes Kepler zabrał na Międzynarodową Stację Kosmiczną ok. 6600 kg zaopatrzenia, w tym:
- 4000 kg paliwa potrzebnego do korekty orbity stacji,
- 860 kg paliwa dla silników w module Zwiezda,
- 102 kg gazów (tlen i powietrze),
- 1638 kg środków i sprzętu w sekcji ciśnieniowej, które zostały później wypakowane przez załogę stacji.

Przed odcumowaniem statku ATV-2 od ISS wymontowano z jego sekcji ciśnieniowej czujniki (m.in. detektory dymu), które nie były już potrzebne w statku transportowym, a posłużą na stacji jako części zapasowe. Następnie statek został wypełniony niepotrzebnymi sprzętami oraz śmieciami, które razem z nim spłonęły podczas wchodzenia w atmosferę.

## Galeria

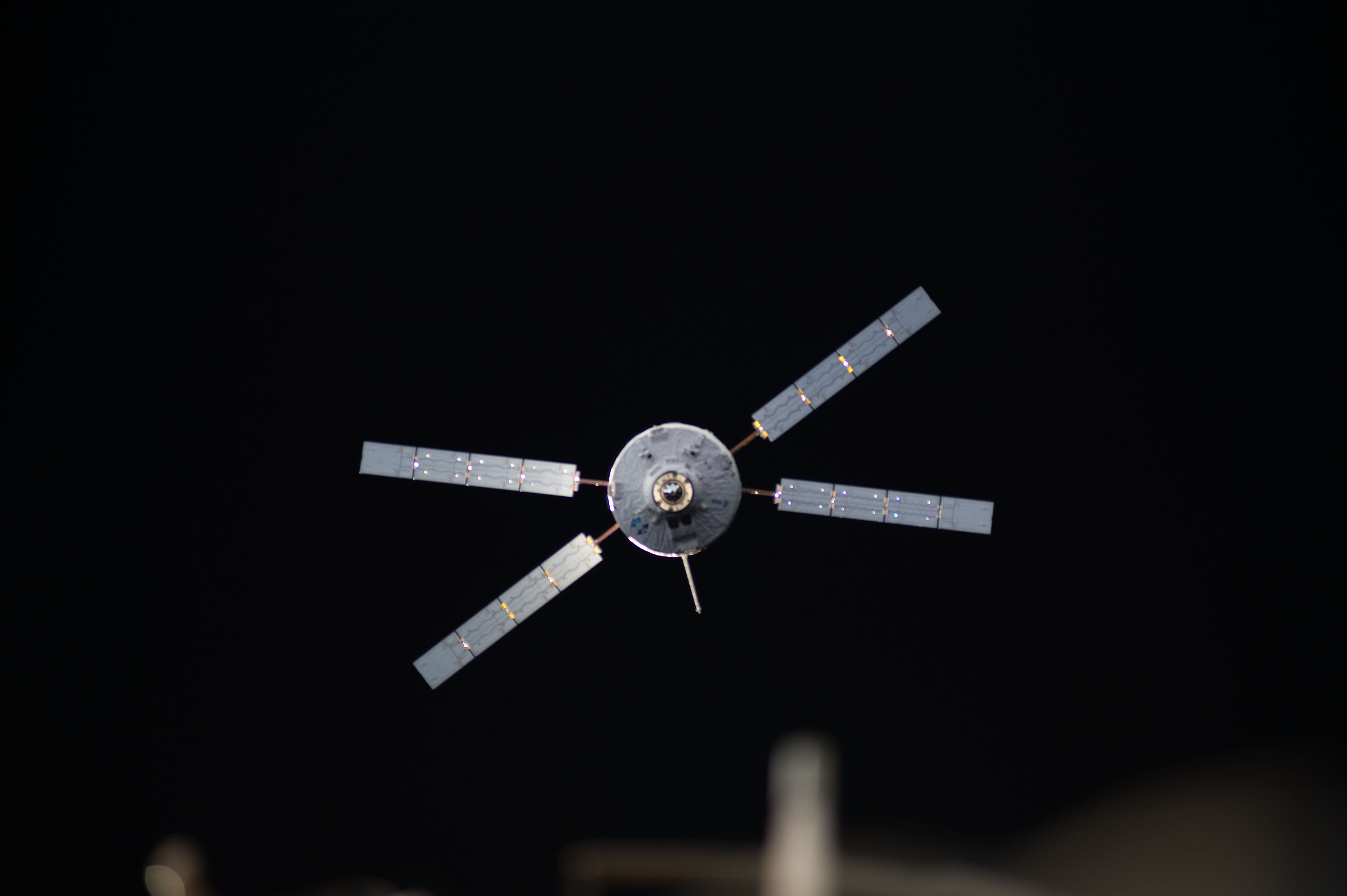
ATV Johannes Kepler zbliżający się do stacji
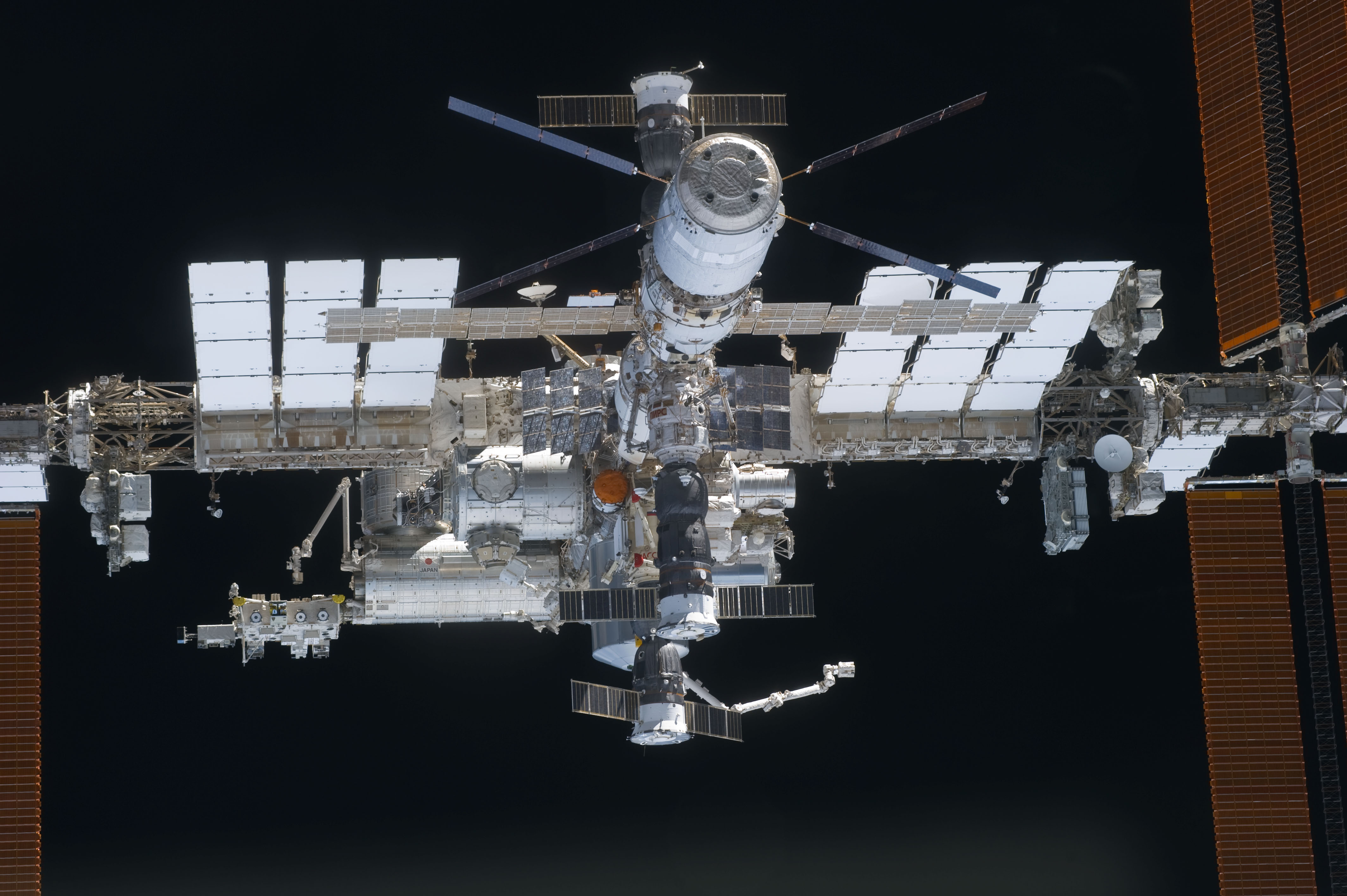
ATV-2 zadokowany do modułu Zwiezda (widok z wahadłowca Discovery - misja STS-133)
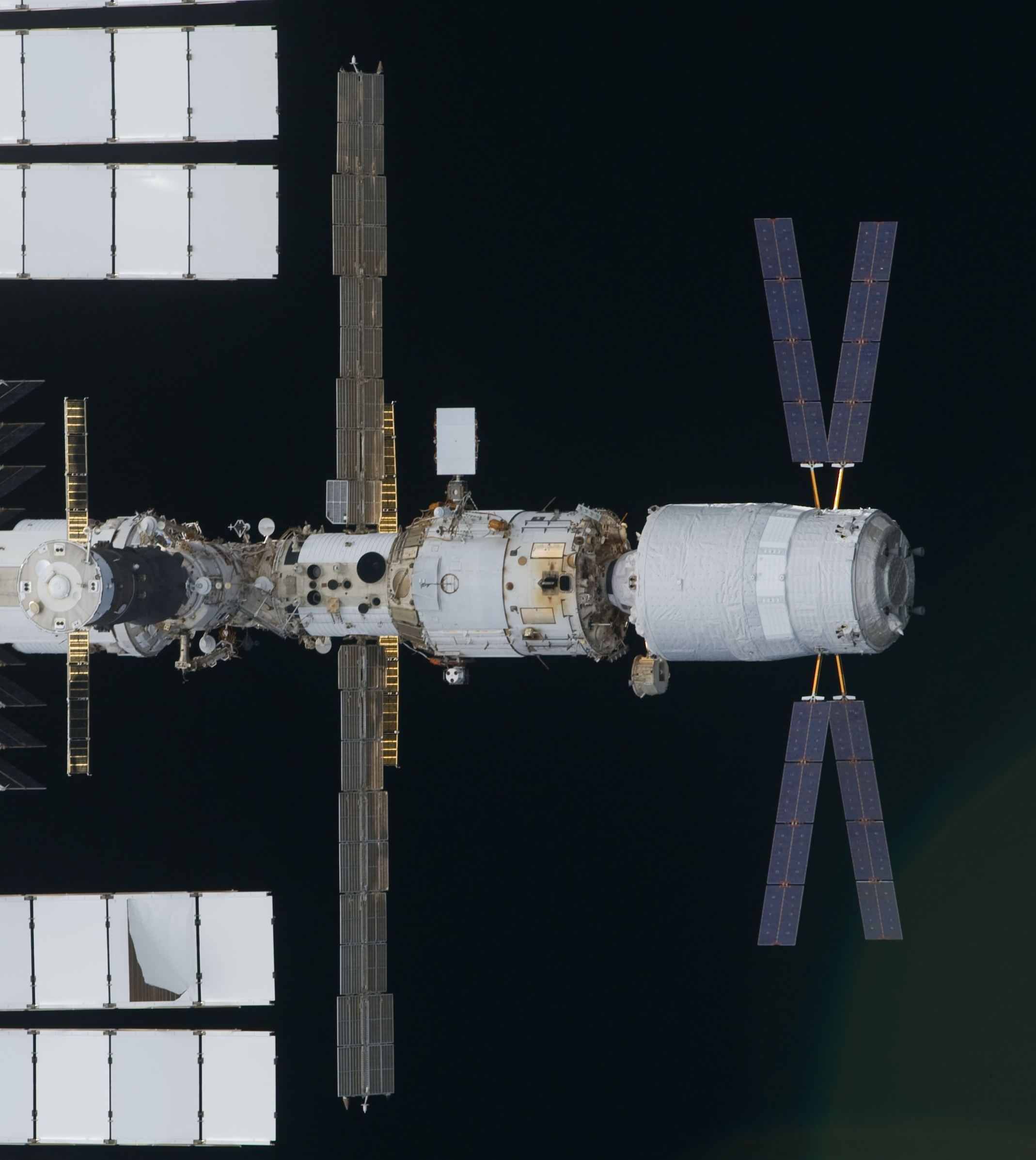
ATV Johannes Kepler zadokowany do modułu Zwiezda (widok z wahadłowca Discovery - misja STS-133)
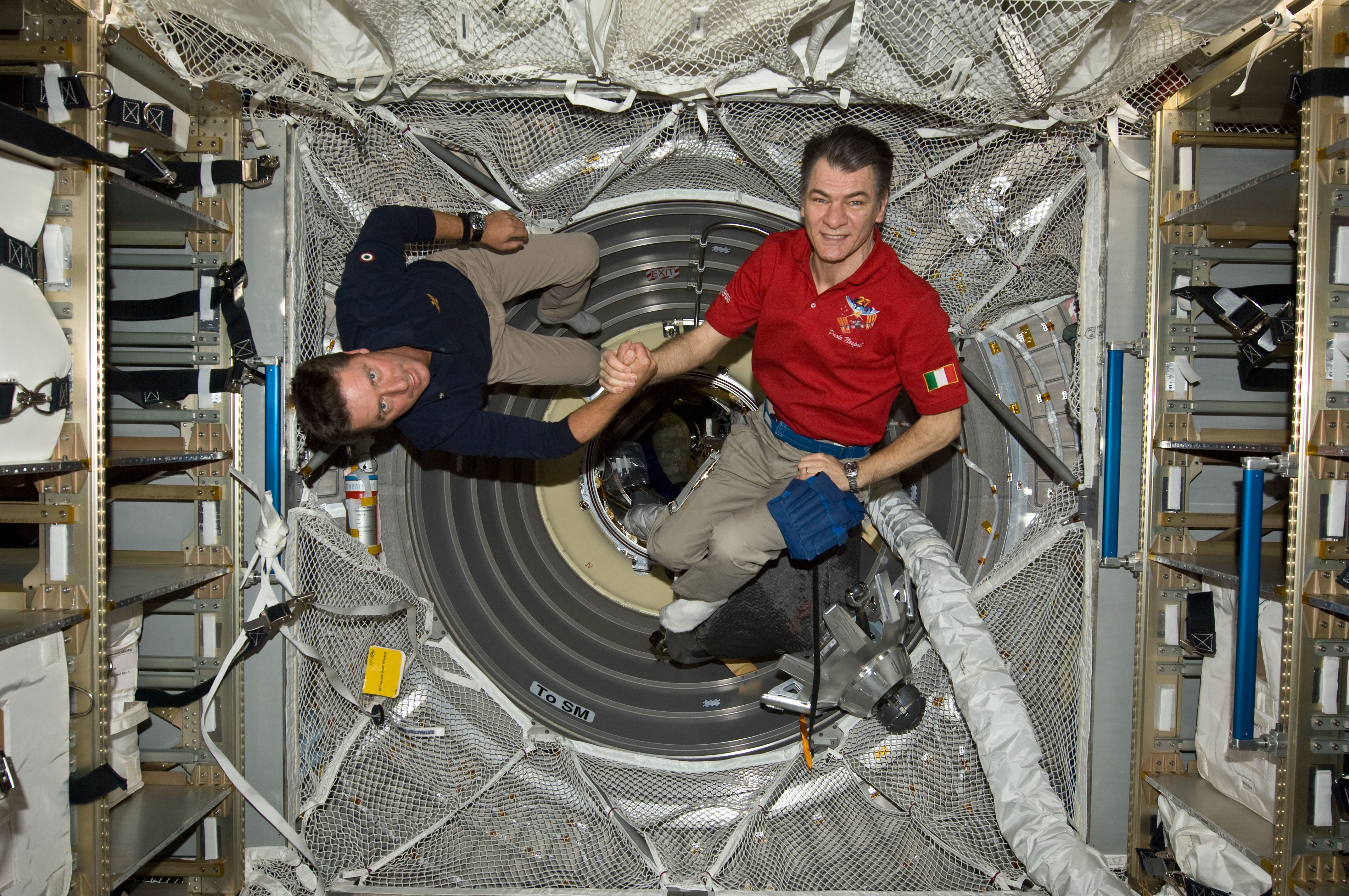
Astronauci Paolo Nespoli (z prawej) i Roberto Vittori wewnątrz statku ATV-2